# Griffon Korthals
De Griffon Korthals is een Europees hondenras.
Het ras werd in 1887 in Duitsland ontwikkeld door de Nederlander Eduard Karel Korthals, die een ruwharige jachthond wilde fokken. De rasstandaard wordt bepaald door Frankrijk.
Het ras is een kruising tussen de braque français, de barbet en de pointer. Het is een jachthond, die kan worden gebruikt bij de jacht op zowel groot als klein wild. Het dier wordt ook wel gebruikt als gezelschapshond. Een volwassen reu is ongeveer 58 centimeter hoog, een volwassen teef ongeveer 53 centimeter.
Bracco italiano ·
Braque d'Auvergne ·
Braque de l'Ariège ·
Braque du Bourbonnais ·
Braque Dupuy ·
Braque français ·
Braque Saint-Germain ·
Český fousek ·
Drentsche patrijshond ·
Duitse staande hond (draadhaar) ·
… (korthaar) ·
… (langhaar) ·
… (stekelhaar) ·
Engelse setter ·
Épagneul bleu de Picardie ·
Épagneul breton ·
Épagneul de Pont-Audemer ·
Épagneul français ·
Épagneul picard ·
Gammel dansk hønsehund ·
Gordon setter ·
Griffon Boulet ·
Griffon Korthals ·
Grote münsterländer ·
Ierse setter ·
Kleine münsterländer ·
Perdigueiro de Burgos ·
Perdigueiro português ·
Poedelpointer ·
Pointer ·
Slovenský hrubosrstý stavač ·
Spinone italiano ·
Stabij ·
Vizsla ·
Weimarse staande hond